# Pioggia di ricordi
Pioggia di ricordi (おもひでぽろぽろ?, Omohide poro poro) è un film d'animazione del 1991 diretto da Isao Takahata.
Il soggetto è basato sul manga omonimo di Hotaru Okamoto e Yūko Tone. Prodotto da Toshio Suzuki e animato dallo Studio Ghibli, è stato proiettato per la prima volta in Giappone il 20 luglio 1991. L'edizione italiana è stata curata da Lucky Red, proiettata in anteprima al Lucca Comics & Games e distribuita direttamente per il mercato home video in DVD e Blu-ray a partire dal 2 dicembre 2015.
Il film è ritenuto una tappa importante per i lungometraggi anime soprattutto per l'originalità della tematica proposta, dal momento che la vita sentimentale di una office lady di quasi trent'anni è un soggetto piuttosto insolito per un film di animazione. Pioggia di ricordi esplora un genere che all'epoca si pensava tradizionalmente non adatto all'animazione: un dramma realistico scritto per gli adulti, indirizzato soprattutto alle donne. Il lungometraggio tuttavia ha avuto un buon successo ai botteghini giapponesi, risultando il film giapponese campione d'incassi del 1991.

## Trama
Nel 1982, Taeko è una donna di 27 anni, single, che ha vissuto tutta la sua vita a Tokyo, dove lavora come impiegata di un'azienda. Decide di fare, come l'anno precedente, un altro viaggio in campagna, per visitare la famiglia del fratello del cognato e aiutare nella raccolta del cartamo, fuggendo così dalla vita di città. Mentre viaggia di notte in treno verso Yamagata, inizia a ricordare la sua infanzia, della scolaretta che era nel 1966 e del suo intenso desiderio di andare in vacanza come le sue compagne, che avevano tutte dei parenti fuori dalla grande città.

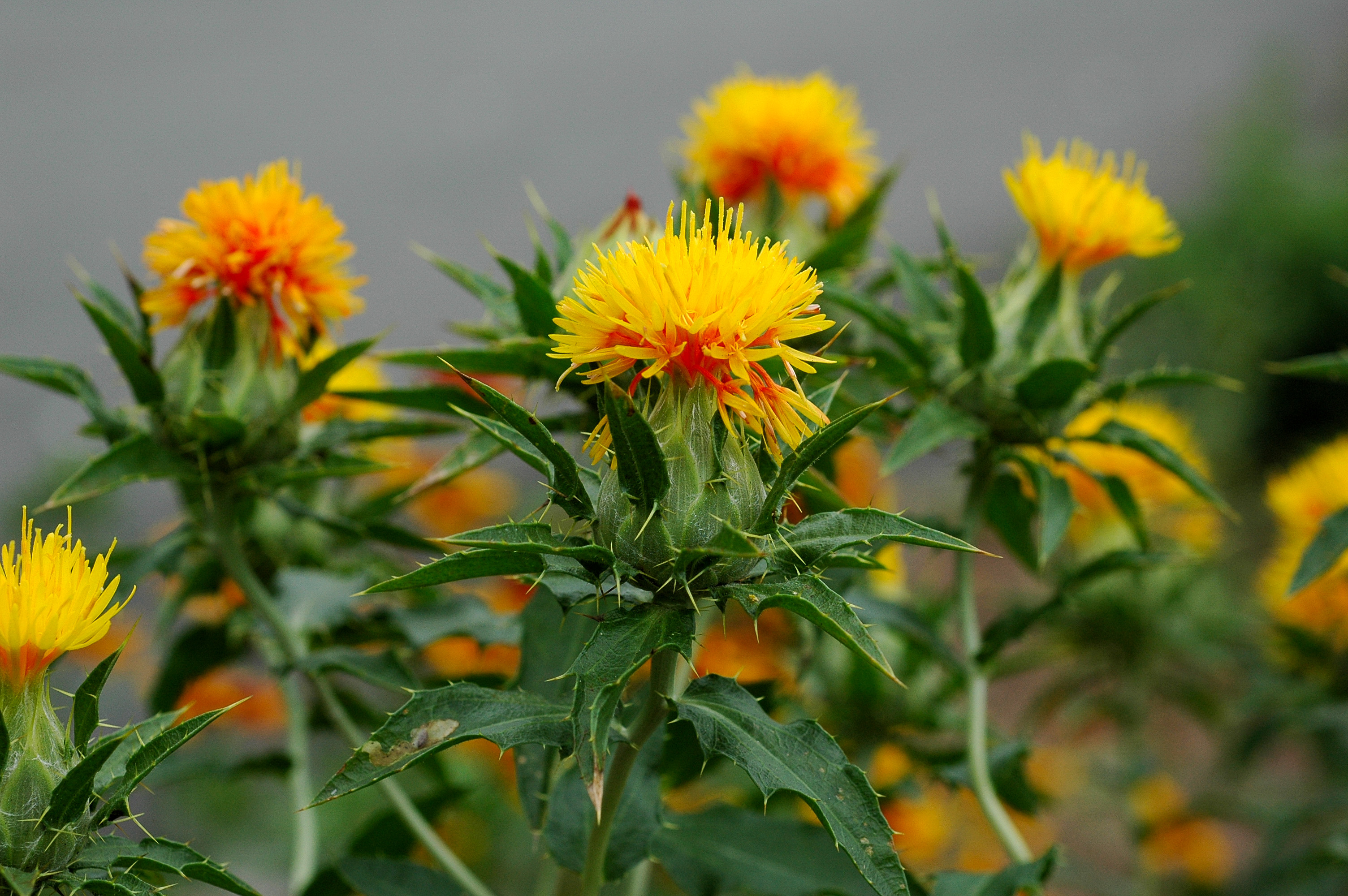
Fiori di cartamo

All'arrivo in stazione, scopre che è venuta a prenderla Toshio, cugino di secondo grado del cognato, che conosce appena. Durante il suo soggiorno a Yamagata, comincia a crescere in lei la nostalgia per la sua infanzia, mentre contemporaneamente deve lottare con problemi da adulti, come la carriera e l'amore. Quest'esperienza porta a galla ricordi dimenticati: la prima cotta, la pubertà, i problemi con i ragazzi e la frustrazione con la matematica. In bilico tra il presente e i ricordi del passato, Taeko si chiede se sia rimasta fedele ai suoi sogni d'infanzia e nel chiederselo, inizia a capire quanto Toshio la stia aiutando in questo suo percorso di consapevolezza.
Alla fine, Taeko riesce a guardarsi dentro, riscopre il suo vero io, comprende la sua vera visione del mondo e delle persone che le stanno attorno e sceglie di restare in campagna invece di ritornare a Tokyo. Alla fine del film, è implicito che lei e Toshio inizieranno una relazione.

## Produzione
Pioggia di ricordi è stato tratto dal manga Omohide poro poro, scritto da Hotaru Okamoto, illustrato da Yūko Tone e pubblicato nel 1988 dalla casa editrice Seirindō in due volumi. L'opera, riedita da Tokuma Shoten in tre albi nel 1990, è strutturata come una raccolta di storie tratte dalla vita quotidiana della piccola Taeko nel 1966, in cui gli autori hanno ripreso episodi della propria infanzia. L'idea di adattare il fumetto esisteva in seno allo Studio Ghibli già dalla fine degli anni Ottanta, ma Isao Takahata riteneva che l'opera non fosse indicata per trarne un lungometraggio cinematografico nello stato in cui si trovava, mancando di una qualsivoglia trama; il regista ebbe quindi l'idea di incorporare nella storia un ulteriore tempo narrativo, presentando Taeko da adulta nel 1982 e utilizzando le scene da bambina come ricordi flashback. La realizzazione del film venne facilitata dal successo della precedente opera dello Studio Ghibli, Kiki - Consegne a domicilio, che permise allo studio di animazione di avviare progetti più ambiziosi.

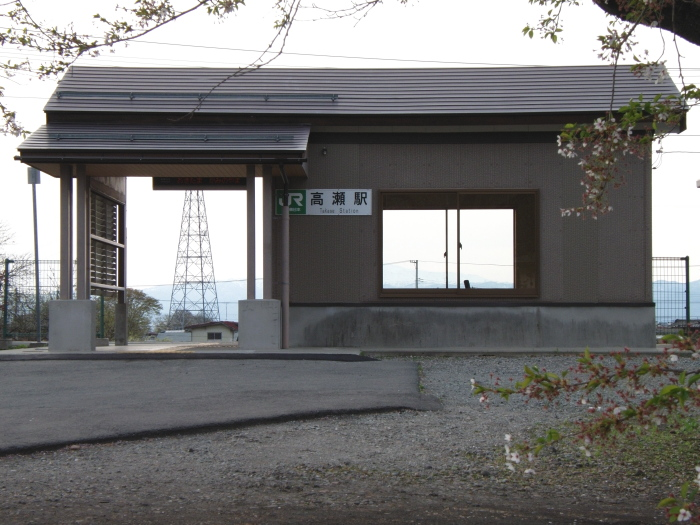
La stazione di Takase nel 2009

A livello artistico, il film è costruito su un'opposizione stilistica tra il passato e il presente. I ricordi degli anni Sessanta sono illustrati in maniera piuttosto stilizzata, a pastello, con colori chiari e sfondi spogli o vagamente schizzati, ricalcando in questo modo i personaggi e le atmosfere del manga originale. Lo stile adottato per le scene degli anni Ottanta, invece, presenta un marcato realismo, caratteristico del cinema di Takahata. I dettagli sono resi con grande minuzia, come ad esempio i tratti facciali, animati a partire da attori in carne ed ossa, o le ambientazioni. L'animatrice responsabile dei colori, Michiyo Yasuda, ha rivelato che per alcune scene vennero esaminati più di 450 colori prima di scegliere il più adatto. Altri dettagli permettono inoltre di aumentare il senso di realismo: da una parte la musica, i manifesti, le pubblicità e i programmi televisivi che riaffiorano dai ricordi del Giappone degli anni Sessanta; dall'altra la precisione quasi documentaristica con cui vengono riprodotti gli anni Ottanta.
La storia è ambientata nel distretto di Takase, nella prefettura di Yamagata Nel film appaiono le stazioni di Takase e di Yamadera, lungo la linea Senzan; sebbene oggi ricostruiti, gli scenari per larga parte non sono cambiati. In totale per il film sono stati realizzati più di 73.000 rodovetri durante i due anni di realizzazione. Il character design è stato svolto da Yoshifumi Kondō, mentre il supervisore artistico è Kazuo Oga.

## Colonna sonora
Composta da Katsu Hoshi, la colonna sonora ospita musiche originarie dell'Europa orientale, che tracciano un parallelo tra il mondo contadino di quella zona e la vita rurale giapponese. Nel film sono presenti molte canzoni folk, come Frunzuliță Lemn Adus Cântec De Nuntă, una canzone rumena scritta da Gheorghe Zamfir e utilizzata ripetutamente durante le scene panoramiche come l'arrivo alla fattoria. Gli strumenti utilizzati in questo brano sono il nai suonato dallo stesso Zamfir, i cimbalom e i violini. Anche la musica ungherese è ben rappresentata: si possono ascoltare brani dalla Danza ungherese n.5 di Brahms e citazioni di musicisti ungheresi (Teremtés, adattamento di una canzone folk). La musica di Márta Sebestyén coi Muzsikás è usata in parecchie scene. Della colonna sonora fa parte anche la musica folcloristica bulgara: quando Taeko è sui campi, si può udire Dilmano, Dilbero, seguito da Malka Moma Dvori Mete. I testi di queste ultime due canzoni sono connessi alle tematiche menzionate nel film: la vita dei contadini ed il matrimonio. Tra i tanti brani utilizzati, trova posto anche una canzone folk italiana, Stornelli, tratta dall'album "Italie Eternelle - Chant & Danses".
Chiude il film, la canzone Ai wa hana, kimi wa sono tane (愛は花、君はその種子?, lett. "L'amore è un fiore, e tu sei il suo seme"), traduzione giapponese di The Rose della cantautrice Amanda McBroom; cantata da Harumi Miyako, la canzone è stata tradotta dal regista e arrangiata da Hoshi.

## Distribuzione
Le date di uscita cinematografiche internazionali sono state:
- 20 luglio 1991 in Giappone (おもひでぽろぽろ Omohide poro poro)
- 10 luglio 1993 in Brasile
- 8 giugno 2006 in Corea del Sud
- 26 ottobre 2007 in Svizzera
- 8 maggio 2008 in Russia
- 26 febbraio 2016 negli Stati Uniti d'America

### Divieti
Le commissioni di censura di alcuni Paesi hanno stabilito alcune limitazioni per la visione della pellicola:
- in Australia è stata sconsigliata ai minori di 15 anni se non accompagnati da un adulto (PG)
- in Germania è stata sconsigliata ai minori di 12 anni (FSK 12)
- nel Regno Unito è stata sconsigliata ai minori di 8 anni (PG)

## Accoglienza

### Incassi
Sebbene il film mancasse di un target preciso, rendendo incerta l'accoglienza presso il pubblico, Omohide poro poro si rivelò un successo al botteghino: fu infatti il film giapponese a guadagnare di più sul mercato domestico nel 1991, con incassi derivati dalla distribuzione pari a 1,87 miliardi di yen.

### Critica
Il film ha ricevuto ampi consensi presso la critica cinematografica; sul sito Rotten Tomatoes ha ottenuto un apprezzamento del 100% con una media voto di 8,5/10 su un totale di 42 recensioni; su Metacritic ha una valutazione di 90/100, che identifica "plauso universale", basata sulle recensioni di 18 critici specializzati. Anche l'apprezzamento presso il pubblico è consistente; sull'Internet Movie Database il film ha una valutazione pari a 7,7/10, media ponderata dei voti di oltre 12.000 utenti.
La scrittrice e esperta di anime Dani Cavallaro, del film scrive:
(Dani Cavallaro - The Anime Art of Hayao Miyazaki)